# Libertas Termini 1999-2000
La stagione 1999-2000 della Libertas Termini è stata disputata in Serie A2 femminile.
Sponsorizzata dalla Vini Corvo, la società palermitana ha vinto il Girone B di Serie A2 e i play-off ed è stata promossa per la prima volta in Serie A1.

## Verdetti stagionali
Competizioni nazionali
- Serie A2:

stagione regolare: 1º posto su 14 squadre (21-5);
play-off: vince la finale contro Rovereto (2-1).

## Rosa
| Giocatrici |
| ---------- |

| N° | Naz.              | Ruolo | Sportivo             | Anno | Alt. |  |
| -- | ----------------- | ----- | -------------------- | ---- | ---- |  |
|    | Italia (bandiera) | P     | Giusy Augetto        | 1980 | 165  |  |
|    | Italia (bandiera) | AC    | Felicia Pentimone    | 1969 | 184  |  |
|    | Italia (bandiera) | P     | Adalgisa Impastato   | 1974 | 178  |  |
|    | Italia (bandiera) | G     | Francesca Mannucci   | 1977 | 172  |  |
|    | Italia (bandiera) | G     | Paola Mauriello      | 1981 | 184  |  |
|    | Italia (bandiera) | C     | Tania Ferrazza       | 1974 | 196  |  |
|    | Italia (bandiera) |       | Gasperini            |      |      |  |
|    | Italia (bandiera) | G     | Patrizia Scannaliato | 1972 | 170  |  |
|    | Italia (bandiera) |       | Malisardi            |      |      |  |

| Staff tecnico                 |
| ----------------------------- |
| Allenatore: Francesco Scimeca |